# Franck Riester
Franck Riester (París; 3 de enero de 1974) es un político francés. Ha ocupado varios cargos ministeriales en los sucesivos gobiernos del presidente Macron.

## Trayectoria
Fue miembro de la Asamblea Nacional de Francia de 2007 a 2018. Representó el departamento de Sena y Marne y es un antiguo miembro de los Republicanos, anteriormente conocido como Unión por un Movimiento Popular. Fundó y actualmente dirige el partido Agir. 
En 2011 Riester declaró públicamente su homosexualidad.
Fue nombrado Ministro de Cultura en el gobierno de Édouard Philippe el 16 de octubre de 2018, en sustitución de Françoise Nyssen. De 2020 a julio de 2022 fue Ministro delegado encargado del Comercio exterior (parte del Ministerio de Economía) y en julio de 2022 ha sido nombrado Ministro delegado encargado de las relaciones con el parlamento, bajo la tutela directa de la Primera ministra Élisabeth Borne.